# Rajhenav
Rajhenav is een plaats in Slovenië en maakt deel uit van de gemeente Kočevje in de NUTS-3-regio Jugovzhodna Slovenija.
Het betreft hier een sinds 1991 verlaten dorp. In dat jaar werd het dorp door de burgeroorlog zo zwaar beschadigd dat de inwoners de woningen niet meer opknapten en naar elders verhuisden. Zware gevechten braken uit omdat een van de boerderijen een bolwerk van een van de strijdende partijen was. In het dorp is in 1991 een gedenkteken opgericht ter nagedachtenis aan de omgekomen slachtoffers. Er is tot op heden nog steeds geen duidelijkheid over de eigendomsverhoudingen van de landerijen en boerderijen. Het nabijgelegen bos heet het Bos van Rajhenav.